# 刘志先
刘志先（?—?），陕西行省郃阳（今陕西省郃阳）人。元朝中期道士，陕西抗元领袖。
元朝采用尊崇佛教和道教的丈夫，巩固统治。但一些不满元朝统治的百姓，利用宗教反抗元朝。元英宗至治元年（1321年）六月，陕西奉元路周至县终南景谷小高山僧圆明和尚（白唐兀台）纠合苏子荣等五十余人，即位称帝，六月廿九日令枢密判官章台前往搜捕。七月初一日，圆明等人突围沿秦岭西走途中被捕遇害。七月，郃阳道士刘志先利用宗教组织起义，被枢密判官章台镇压，捕拿杀害。